# Mekhi Blackmon
Mekhi Blackmon (Hayward, California; 18 de marzo de 1999) es un jugador profesional estadounidense de fútbol americano, se desempeña en la posición de cornerback en Minnesota Vikings, en la National Football League (NFL).

## Carrera
Hizo su debut profesional con el equipo Minnesota Vikings, lleva jugando una temporada, comenzó en el 2023.